# Liste der Verkehrsminister Luxemburgs
Dies ist eine Liste der Verkehrsminister Luxemburgs seit 1937.
| Minister               | Partei    | Vom                | Bis                | Premierminister     |
| ---------------------- | --------- | ------------------ | ------------------ | ------------------- |
| Étienne Schmit         | PRL       | 5. November 1937   | 7. Februar 1938    | Pierre Dupong       |
| René Blum (ad interim) | LSAP      | 7. Februar 1938    | 6. April 1940      | Pierre Dupong       |
| Victor Bodson          | LSAP      | 6. April 1940      | 14. November 1945  | Pierre Dupong       |
| Victor Bodson          | LSAP      | 14. November 1945  | 1. März 1947       | Pierre Dupong       |
| Robert Schaffner       | DP        | 1. März 1947       | 3. Juli 1951       | Pierre Dupong       |
| Victor Bodson          | LSAP      | 3. Juli 1951       | 29. Dezember 1953  | Pierre Dupong       |
| Victor Bodson          | LSAP      | 29. Dezember 1953  | 29. März 1958      | Joseph Bech         |
| Victor Bodson          | LSAP      | 29. März 1958      | 2. März 1959       | Pierre Frieden      |
| Pierre Grégoire        | CSV       | 2. März 1959       | 15. Juli 1964      | Pierre Werner       |
| Albert Bousser         | LSAP      | 15. Juli 1964      | 6. Februar 1969    | Pierre Werner       |
| Marcel Mart            | DP        | 6. Februar 1969    | 15. Juni 1974      | Pierre Werner       |
| Marcel Mart            | DP        | 15. Juni 1974      | 16. September 1977 | Gaston Thorn        |
| Josy Barthel           | DP        | 16. September 1977 | 16. Juli 1979      | Gaston Thorn        |
| Josy Barthel           | DP        | 16. Juli 1979      | 20. Juli 1984      | Pierre Werner       |
| Marcel Schlechter      | LSAP      | 20. Juli 1984      | 14. Juli 1989      | Jacques Santer      |
| Robert Goebbels        | LSAP      | 14. Juli 1989      | 13. Juli 1994      | Jacques Santer      |
| Mady Delvaux-Stehres   | LSAP      | 13. Juli 1994      | 26. Januar 1995    | Jacques Santer      |
| Mady Delvaux-Stehres   | LSAP      | 26. Januar 1995    | 9. August 1999     | Jean-Claude Juncker |
| Henri Grethen          | DP        | 9. August 1999     | 31. Juli 2004      | Jean-Claude Juncker |
| Lucien Lux             | LSAP      | 31. Juli 2004      | 27. Juli 2009      | Jean-Claude Juncker |
| Claude Wiseler         | CSV       | 27. Juli 2009      | 4. Dezember 2013   | Jean-Claude Juncker |
| François Bausch        | Déi Gréng | 4. Dezember 2013   | amtierend          | Xavier Bettel       |